# Waldquelle (Hildesheim)

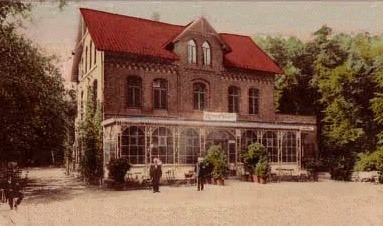
Waldquelle um 1903

Waldquelle ist ein Stadtviertel im Hildesheimer Stadtteil Moritzberg. Es liegt in einem Einschnitt zwischen Katzberg und Steinberg.

## Geschichte
Eine Quelle ist heute direkt am Ort nicht mehr nachzuweisen, aber der durchfließende Trillkebach speist sich aus Quellsträngen des anliegenden Steinbergs und aus Marienrode. Die Waldquelle gehörte bis 1911 zum selbständigen Stadtflecken Moritzberg. Die angrenzenden Wald- und Weidegebiete waren in großen Teilen im Besitz der 1161 von Rainald von Dassel eingerichteten und noch heute bestehenden „Johannishofstiftung“ und des 1805 säkularisierten Stifts Moritzberg. Der Steinberg und das in unmittelbarer Nähe liegende städtische Trillke-Gut gehörten dagegen immer zum Hildesheimer Territorium.
Schon im 19. Jahrhundert wurde am Ort ein Ausflugs- und Gartenlokal gleichen Namens errichtet, in dessen Saal bis in die 1950er Jahre auch Filmvorführungen stattfanden. Ab Winter 1922/23 entstand hinter der Waldquelle ein erstes Wohngebiet, der Birnbaumskamp. Nahezu zeitgleich wurde die Siedlung Nonnenkamp gebaut. 1936 entstand die Siedlung „Gartenstadt“ Waldquelle unmittelbar nord- und südwestlich der Gaststätte. In den Nachkriegsjahren entstanden weitere Wohnbauten und -viertel „hinter der Waldquelle“.
Gegen Ende des Zweiten Weltkriegs gab es in der Steinbergstraße 93, das ist das Gelände der Gaststätte, das „Arbeitslager Waldquelle“, in dem 88 italienische Zivilarbeiter untergebracht waren. Diese arbeiteten wahrscheinlich in der Moritzberger Plastikfabrik Wetzell. Heute ist die damalige Gaststätte abgerissen und durch Reihenhäuser ersetzt worden.